# Symfonieorkest van de Zweedse Radio
Het Symfonieorkest van de Zweedse Radio (Zweeds: Sveriges Radios Symfoniorkester) is een van de belangrijkste symfonieorkesten van Zweden.

## Geschiedenis
Vanaf de benoeming van Sergiu Celibidache in 1965 wordt het orkest als een van de beste van Scandinavië beschouwd. Het orkest maakte sindsdien diverse tournees in heel Europa.
Onder leiding van dirigent Stig Westerberg speelde het orkest in de jaren 1958-1983 veel werken van Zweedse componisten als Hugo Alfvén, Kurt Atterberg en Allan Pettersson.

## Chef-dirigenten
- Daniel Harding (2007-)
- Manfred Honeck (2000-2006)
- Jevgeni Svetlanov (1997-1999)
- Esa-Pekka Salonen (1984-1995)
- Herbert Blomstedt (1977-1982)
- Sergiu Celibidache (1965-1971)